# Santa Maria do Castelo (Alcácer do Sal)
Santa Maria do Castelo is een plaats (freguesia) in de Portugese gemeente Alcácer do Sal en telt 4 268 inwoners (2001).